# Minúscula 26
Minúscula 26 (en la numeración Gregory-Aland), ε 165 (Soden) es un manuscrito griego en minúsculas del Nuevo Testamento escrito en vitela (pergamino). Es datado paleográficamente en el siglo XI. Tiene marginalia.

## Descripción
El códice contiene el texto completo de los cuatro Evangelios en 179 hojas de pergamino (24.1 cm por 18.5 cm) con lagunas. El texto está escrito en una columna por página, 27-28 líneas por página. El texto está escrito de forma clara y correctamente.
El texto de los Evangelios está dividido de acuerdo a los κεφαλαια (capítulos), cuyos números se colocan al margen del texto, y los τιτλοι (títulos) en la parte superior de las páginas. También hay otra división de acuerdo con las  Secciones Amonianas (en Marcos, 240 secciones; la última en 16:19), sin referencias a los Cánones de Eusebio.
Contiene la Epistula ad Carpianum, Prolegómenos, tablas del Canon de Eusebio, marcas de leccionario en el margen (para uso litúrgico), libros litúrgicos con hagiografías (Synaxarion y Menologio).

## Texto
Kurt Aland no colocó el texto griego del códice en ninguna categoría. Según el Perfil del Método de Claremont representa la familia textual Kx en Lucas 10 y Lucas 20. En Lucas 1, tiene una mezcla de familias bizantinas.

## Historia
El manuscrito fue escrito por Paulo, un escriba. Es datado por el INTF en el siglo XI.
Fue añadido a la lista de manuscritos del Nuevo Testamento por Wettstein, quien le dio el número 26. Fue examinado y descrito por Scholz (1794-1852), Paulin Martin, y Henri Omont. C. R. Gregory vio el manuscrito en 1885.
Se encuentra actualmente en la Bibliothèque nationale de France (Gr. 78) en París.

## Lectura adicional
- Jean-Pierre-Paul Martin (1883). Description technique des manuscrits grecs relatifs au Nouveau Testament, conservés dans les bibliothèques de Paris. París.

- Datos: Q6870102